# Kurtschlag
Kurtschlag ist ein Ortsteil der Stadt Zehdenick und liegt in der Schorfheide im Landkreis Oberhavel nördlich von Berlin. Kurtschlag hatte Ende 2018 254 Einwohner.
Der Name Kurtschlag wird abgeleitet von Kurzer Schlag, wobei kurz für geringe Länge und Schlag für eine kahlgeschorene Fläche im Wald steht.

## Geschichte
Zu Beginn des 18. Jahrhunderts existierte im Bereich der heutigen Ortschaft eine Pottaschesiederei, aus der sich in den folgenden Jahrzehnten ein Vorwerk der Stadt Zehdenick entwickelte.
Um 1736 hatte sich die Ortsbezeichnung Curthschlag etabliert.
Ab den 1740er Jahren erfolgte eine verstärkte Besiedlung durch Pfälzer Kolonisten, die ab 1745 nach einem Dekret von König Friedrich II. in der Mark Brandenburg angesiedelt wurden und vorwiegend in der Forst- und Landwirtschaft tätig waren. Zu dieser Zeit wurde Kurtschlag dem Verwaltungsbereich von Zehdenick unterstellt.
Im Jahr 1775 verzeichnete das Kolonistendorf, jetzt Curtschlag geschrieben, bereits 35 Wohngebäude und insgesamt ca. 180 Einwohner.
In Folge der Koalitionskriege nahm die Zahl der Einwohner wieder ab, stieg dann jedoch während des restlichen 19. Jahrhunderts stetig an.
Wirtschaftlich entwickelte sich die Ortschaft wie ein typisches märkisches Straßendorf der damaligen Zeit. Bis 1860 entstanden eine Bockwind- und eine Getreidemühle, zudem etablierten sich diverse Handwerksberufe wie Zimmermann, Schmied, Maurer, Schneider und Schuhmacher. Die wichtigsten Wirtschaftsfaktoren blieben weiterhin die Forst- und Landwirtschaft.
Bedingt durch Kriegsflüchtlinge und Vertriebene während der Endphase des Zweiten Weltkriegs stieg die Anzahl der Bewohner bis 1946 auf über 600.
Ab Ende der 1950er begann in Kurtschlag der Aufbau von zwei Landwirtschaftlichen Produktionsgenossenschaften (LPG).

### Einwohnerentwicklung
| Jahr      | 1875 | 1910 | 1925 | 1939 | 1946 | 1989 | 1991 | 2003 | 2015 |
| --------- | ---- | ---- | ---- | ---- | ---- | ---- | ---- | ---- | ---- |
| Einwohner | 0525 | 0623 | 0605 | 0613 | 0692 | 0358 | 0360 | 0320 | 0273 |

## Sehenswürdigkeiten
Kurtschlag liegt im Naturreservat Schorfheide und wird vom mittlerweile renaturierten Döllnfließ durchzogen.

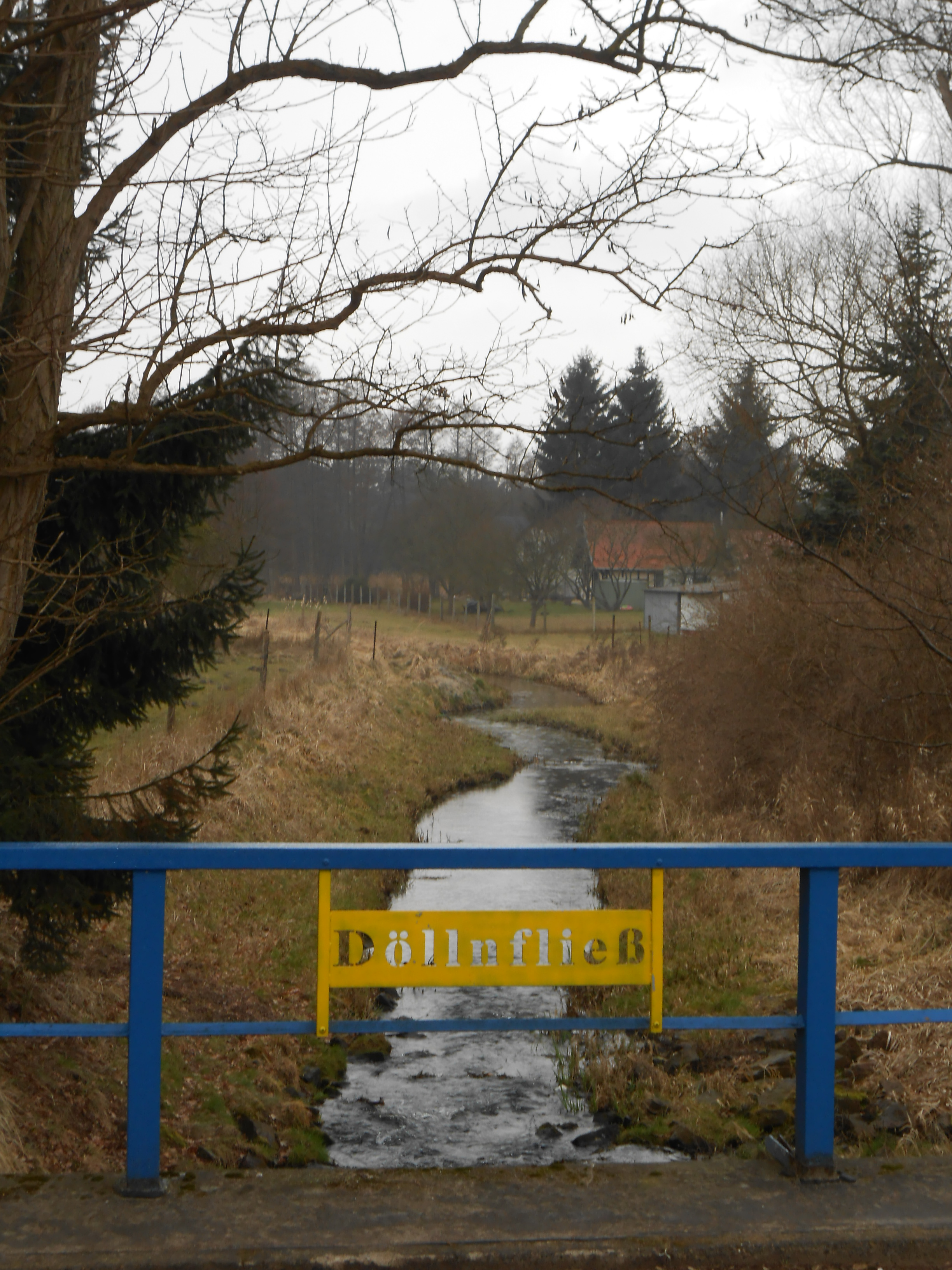
Döllnfließ

In der Mitte von Kurtschlag befindet sich die 1890 eingeweihte Dorfkirche, eine neogotische Saalkirche, aus massiven roten Ziegeln gefertigt und von einem Satteldach gedeckt.

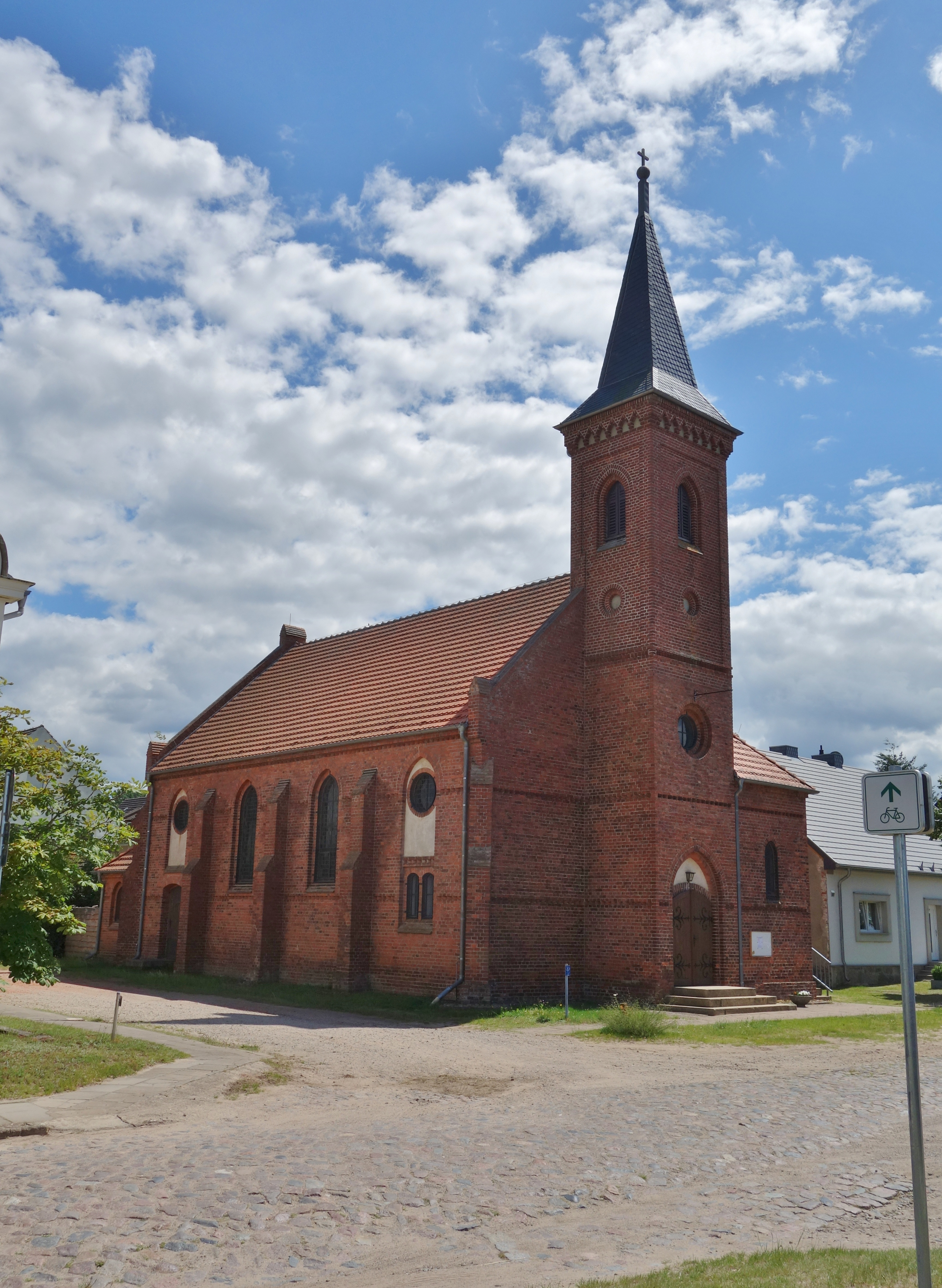
Dorfkirche von Kurtschlag

Zum Gedenken an die im Zweiten Weltkrieg gefallenen Einwohner von Kurtschlag wurde ein Denkmal errichtet.

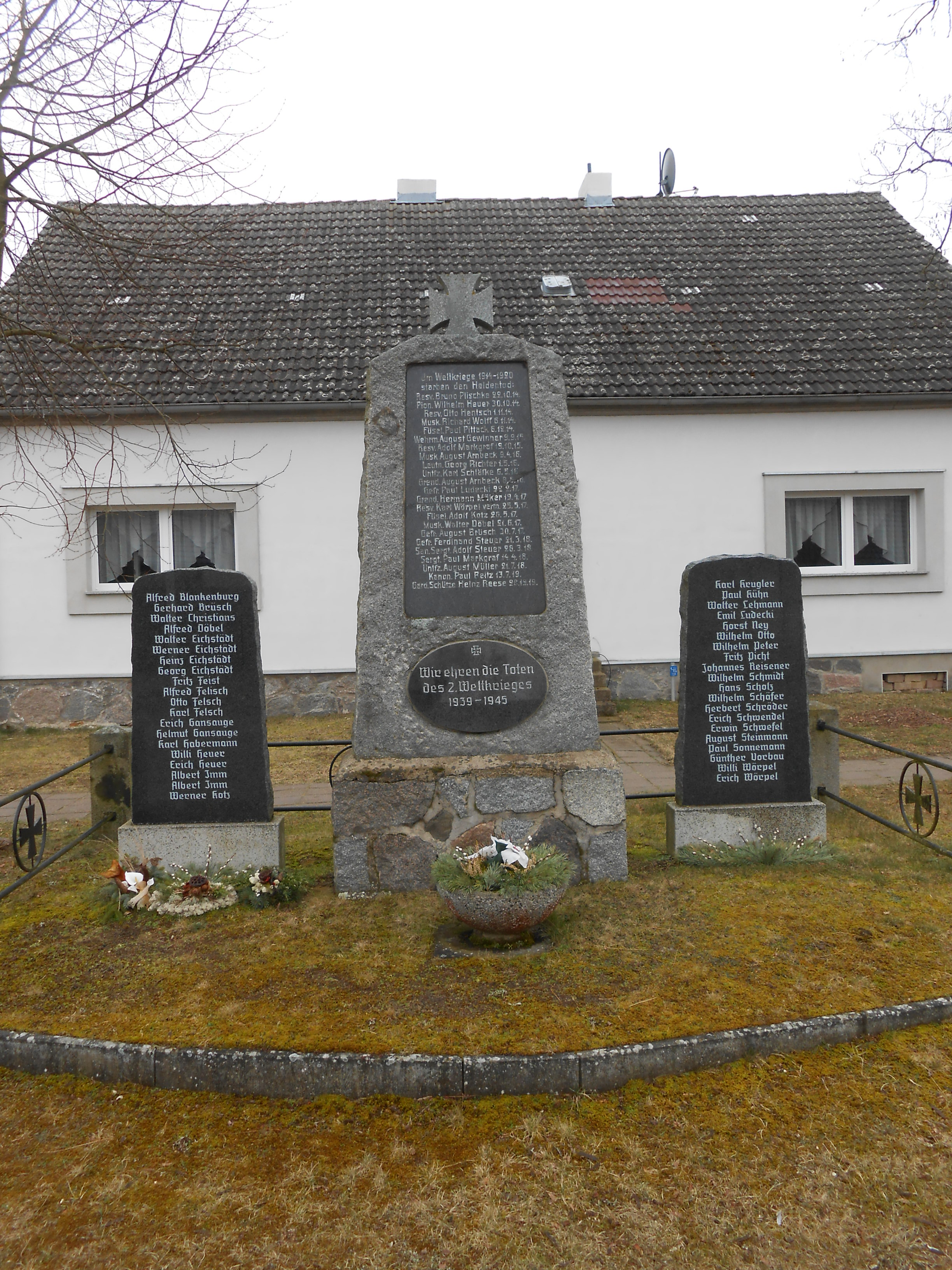
Kriegsdenkmal zu den Weltkriegen